# Switch-Blade Knaife
Switch-Blade Knaife — дебютный студийный альбом панк-группы «Наив». Выпущен в 1990 году.

## Об альбоме
Switch-Blade Knaife был записан с подачи редактора главного американского панк-журнала Maximumrocknroll Кемми Тулуи. На волне перестройки редакция этого журнала решила издать сборник песен советских панк-групп. Для этого летом 1990 года Кемми прилетела в Москву, где познакомилась с группой «Наив», которую ей порекомендовали в рок-лаборатории как главную панк-группу столицы. Участники коллектива показали Кемми клип на песню «Танки-панки» с демо-альбома «Джуан-Дзы едет в Тамбов», записанного в 1989 году. Это видео очень впечатлило Кемми, которая по возвращении в Сан-Франциско показала песню и клип на неё своим коллегам. В итоге редакция Maximumrocknroll решает издать на своём лейбле не сборник панк-групп, как планировалось ранее, а полноценный лонгплей одного коллектива — «Наив». Впоследствии Кемми Тулуи стала женой бас-гитариста «Наива» Максима Кочеткова, который переехал к ней в США. Также Кемии была посвящена песня «Cammie Toloui» со второго альбома «Наива» — «Пива для Наива».
Запись была организована и оплачивалась Московской рок-лабораторией. Звукорежиссёром был назначен Алексей Соколов, который ранее работал с группой «Браво». Альбом был записан примерно за 60 часов на студии «У Дрозда» в Москве. Рок-лаборатория выделила на запись сумму значительно бо́льшую, чем требовалось. Это объяснялось тем, «чтобы никому не было обидно», так как только немногие были посвящены в то, что альбом пишется для США: это было беспрецедентно, а завистников было много. Параллельно с «Наивом» на студии записывались металлисты Hellraiser и Крис Кельми. Половину песен для альбома сочинил гитарист группы Руслан Ступин. По его словам, пластинка была записана очень быстро, при том, что ни у кого из участников «Наива» не было опыта студийной записи.
Альбом был издан на виниле и аудиокассетах в 1990 году, причём тираж винила был напечатан в Канаде. Оформление обложки было создано редакторами журнала Maximumrocknroll. Switch-Blade Knaife успешно продавался в США и на протяжении нескольких месяцев оставался в хит-парадах национальных радиостанций. Альбом занимал 6-е место по продажам среди наиболее популярных в СССР рок-альбомов. По некоторым сведениям, Switch-Blade Knaife был в фонотеке у лидера группы Nirvana Курта Кобейна. Существует легенда, согласно которой об альбоме Switch-Blade Knaife Курт отозвался так: «Это лучшее, что я знаю о России». Музыканты «Наива» допускают такую возможность, хотя проверить правдивость этого высказывания им так и не удалось.
Я впервые прибыл из Москвы на западное побережье США в 1990 году в связи с выпуском дебютника «Наива». В Сан-Франциско я познакомился с Дейлом Кровером (из Melvins), который непродолжительное время был барабанщиком у Nirvana. В то «до-интернетовское» время у Курта Кобейна, да и у всех остальных американских участников панк-сцены «второй волны» единственным международным панк-информационным ресурсом был журнал MaximumRock’n’Roll. А MaximumRock’n’Roll выпустил Switch-Blade Knaife. Стало быть у каждого уважающего себя американского панка или гранджера в коллекции должен был быть либо винил, либо кассета с дебютником «Наива». Так что, скажу: «Да», — у Курта он имелся.Максим Кочетков
С точки зрения английского языка название альбома написано с ошибками. Правильный вариант — «Switchblade Knife» (без дефиса и буквы а в слове knife).

## Список композиций
| №                   | Название                        | Длительность |
| ------------------- | ------------------------------- | ------------ |
| 1.                  | «Доктор Айболит»                | 3:04         |
| 2.                  | «Apple pie & honey kvas»        | 4:23         |
| 3.                  | «Танки-панки»                   | 3:44         |
| 4.                  | «Разве я виноват?!?»            | 2:02         |
| 5.                  | «To tell the truth»             | 3:23         |
| 6.                  | «Русская вольница»              | 3:41         |
| 7.                  | «Nuclear fun»                   | 4:20         |
| 8.                  | «Композитор Бах»                | 1:25         |
| 9.                  | «На улице холодно»              | 4:20         |
| 10.                 | «(Fuck you) I'm not your candy» | 4:30         |
| 11.                 | «Дурак»                         | 3:46         |
| 12.                 | «Жирный (Дразнилка)»            | 1:16         |
| Общая длительность: | Общая длительность:             | 40:39        |

| №   | Название             | Длительность |
| --- | -------------------- | ------------ |
| 13. | «Танки-панки» (Live) | 3:36         |
| 14. | «Дурак» (Live)       | 0:40         |

| №   | Название          | Длительность |
| --- | ----------------- | ------------ |
| 13. | «Не хочу» (Видео) |              |

## Участники записи
Группа «Наив»:
- Александр «C.Razy» Иванов — вокал
- Руслан «Stoopid» Ступин — гитара, бэк-вокал
- Максим «Max» Кочетков — бас-гитара, бэк-вокал
- Михаил «Mikey» Полещук — барабаны, бэк-вокал

Приглашённый музыкант:
- Пит (X-mas Eve) — «вальсирующее» соло в песне «Жирный»

## Издания
- Альбом был впервые издан в 1990 году в США американским лейблом Maximumrocknroll на грампластинках (LP) и компакт-кассетах (MC).
- В 1997 году российский лейбл FeeLee переиздал альбом на компакт-кассетах с полностью изменённым оформлением. Данная версия оформления использовалась во всех последующих изданиях альбома.
- В 2000 году лейбл FeeLee впервые издал альбом на компакт-дисках (CD).
- В 2002 году лейбл FeeLee выпустил ремастерированное издание альбома на CD, которое содержало 2 бонус-трека — концертные версии песен «Танки-панки» и «Дурак».
- В 2005 году лейбл «Никитин» издал на CD ремастерированную версию альбома, которая в качестве бонус-трека содержала видео на песню «Не хочу».